# 206 (numero)
Duecentosei (206) è il numero naturale dopo il 205 e prima del 207.

## Proprietà matematiche
- È un numero pari.
- È un numero composto con quattro divisori: 1, 2, 103 e 206. Poiché la somma dei suoi divisori (escluso il numero stesso) è 106 < 206, è un numero difettivo.
- È un numero semiprimo.
- È un numero intoccabile, non essendo la somma dei divisori propri di nessun altro numero.
- È un numero nontotiente.
- È un numero noncototiente.
- È un numero di Ulam.
- È un numero odioso.
- È parte della terna pitagorica (206, 10608, 10610).
- È un numero congruente.

## Astronomia
- 206P/Barnard-Boattini è una cometa periodica del sistema solare.
- 206 Hersilia è un asteroide della fascia principale del sistema solare.

## Astronautica
- Cosmos 206 è un satellite artificiale russo.

## Altri ambiti
- È il numero di ossa normalmente contenute nello scheletro umano adulto.
- La Peugeot 206 è un modello di utilitaria prodotto dalla Peugeot.
- Il Cessna 206 è un modello di aereo a motore singolo prodotto dalla Cessna.